# Péchés mignons
Pour les articles ayant des titres homophones, voir Pêché mignon et Pêcher Mignon.
Péchés mignons est une série de bande dessinée humoristico-érotique en quatre volumes publiée dans la revue Max Mag de 2003 à 2006 puis publiée en album par Audie de 2006 à 2010. Elle est réalisée par le Français Arthur de Pins, rejoint au scénario par Maïa Mazaurette à partir du troisième volume.
Cette série de gag en une page met en scène Arthur, un jeune commercial, très attiré par les femmes et le sexe. Le second volume est centré sur sa relation avec Clara, une jeune femme tout aussi libérée que lui, puis le troisième fait de Clara la principale protagoniste. Le quatrième volume est un récit complet où Clara et Arthur sont confrontés au mariage de leur amie Cassandre.
Moquant gentiment les hommes, cette série réaliste dans son traitement des relations sexuelles se distingue également par un dessin à la fois expressif et naïf qui lui permet d'éviter toute vulgarité,.
De 2009 à 2011, Mazaurette écrit par ailleurs pour de Pins une série dérivée, Les Petits Péchés mignons, série de gags jouant sur les stéréotypes réciproques des hommes et des femmes, publiée dans un petit format rappelant celui de la collection « Osez » de La Musardine.

## Albums
- Arthur De Pins (co-scénario de Maïa Mazaurette pour les vol. 3-4), Audie, coll. « Fluide Glamour » (1-3) puis « Fluide glacial » (4) :

1. Péchés mignons, 15 septembre 2006  (ISBN 978-2858154937)[2],[1].
2. Chasse à l’homme !, 14 septembre 2007  (ISBN 978-2858150380).
3. Garce attack !, 5 novembre 2008  (ISBN 978-2858158348)[6].
4. Péchés mignons 4, 5 octobre 2010  (ISBN 978-2352070252)[3].
  - Péchés mignons : Intégrale, Audie, coll. « Fluide Glacial », 2013  (ISBN 978-2-352-07352-9).

- Arthur de Pins (dessin et couleurs) et Maïa Mazaurette (scénario), Les Petits Péchés mignons, Audie, coll. « Fluide Glamour » (1-2) puis « Fluide-G » (3-4) :

1. Les Nanas au réveil, 2009  (ISBN 978-2-85815-945-1)[7].
2. Les Mecs sur les sites de rencontre, 2009  (ISBN 978-2-85815-957-4).
3. Les Mecs et le Sport, 2011  (ISBN 978-2-352-07073-3).
4. Les Nanas au boulot, 2011  (ISBN 978-2-352-07089-4).

### Documention
- Arthur de Pins (int. par Nicolas Anspach), « Arthur De Pins : "Au contraire des hommes, les filles m’écrivent des histoires sans aucun tabou !" », sur Actua BD, 10 décembre 2008.